# Ojos-Albos
Ojos-Albos è un comune spagnolo di 50 abitanti situato nella comunità autonoma di Castiglia e León.